# Combate de Angoteros (1903)
El combate de Angoteros, fue un choque armado ocurrido el 26 de junio de 1903 entre tropas del Perú y del Ecuador en la zona del río Napo; originados por el avance de un destacamento ecuatoriano en territorio peruano. Las tropas peruanas estuvieron al mando del Capitán EP Juan Chávez Valdivia y del Alférez de Fragata Oscar Mávila Ruiz. Este evento revivió la necesidad de llegar a un acuerdo, por lo que, el 16 de febrero de 1904, ambas partes acordaron continuar el juicio arbitral ante el Rey de España.
Otro incidente armado ocurrió poco después, esta vez en Torres Causana, el 28 de julio de 1904, donde una vez más los peruanos rechazaron un avance ecuatoriano sobre su territorio.

## Antecedentes
Desde inicios del siglo XX, se masificó las exploraciones en la Amazonía, sobre todo con la formación de la Junta de Vías.
Durante estos sucesos, las fronteras no estaban bien delimitadas, es por ello que en diversas ocasiones hubo disputas. En la región del río Napo hubo encuentros fortuitos entre peruanos y ecuatorianos los cuales estos últimos fueron rechazados.
En el noroeste, tras una histórica pretensión ecuatoriana sobre la Amazonía de la antigua Intendencia de Maynas y el antecedente en la guerra de 1858-1860 con ese país, el canciller peruano Felipe de Osma y Pardo, en 1901, recomienda “la resistencia armada” ante la pretensión efectiva de invasión del departamento de Loreto por el Ecuador.
Luego del 23 de febrero de 1901 el gobierno ecuatoriano dicta un decreto por el cual fundaba pequeñas aduanas y dos prefecturas en los ríos Napo y Aguarico, sector peruano según la línea de statu quo de 1887.

## Historia
Es por ello, bajo los auspicios del Gobierno Peruano, de la sociedad Geográfica de Lima, como en algunas ocasiones por marinos y exploradores, se fijaron las coordenadas geográficas de multitud de puntos del territorio nacional.
En tanto en Quito, el ministro de Relaciones Exteriores del Ecuador, Abelardo Moncayo, planteó en 1901 la tesis del statu quo en los territorios en litigio con el Perú y al no ser rebatida por el plenipotenciario peruano en Quito, esta nota fue considerada más tarde como argumento favorable para la fórmula ecuatoriana. Un cambio de comunicaciones en abril, en julio y en agosto de 1902 llevó al acuerdo de que las fuerzas ecuatorianas que habían ocupado transitoriamente la boca del Aguarico no avanzasen hacia el Napo. No por ello quedaron evitados los choques fronterizos.
Debido a ese inconveniente Ecuador tomó posesiones en el Aguarico, en esa fecha el Prefecto del departamento de Loreto, el Coronel y Prefecto de Loreto Pedro Portillo, redactó un informe sobre la penetración ecuatoriana, así como las medidas que adoptó para impedirla como reforzar la comisaría fluvial de las riberas de los ríos Napo y Aguarico, encomendando para ello a Don Manuel Carrillo, esto originó la protesta del Ecuador que acusó a Carrillo de posesionarse de la boca del río al frente de su escolta. El Perú respondió que en ningún momento había incurrido violación de dominios; sin embargo se ordenó el retiro de las fuerzas peruanas hacia Iquitos, retiro que fue aprovechado por los ecuatorianos quienes siguieron penetrando en dicho territorio (actualmente Peruano), apoderándose del Alto Napo y del río Aguarico, con el objetivo de acercarse al río Amazonas por la boca del río Curaray.
El Prefecto de Loreto, el Coronel Pedro Portillo, enterado del avance ecuatoriano envió al Capitán Juan Francisco Chávez Valdivia, oficial al mando de las tropas peruanas. 

## Combate
El 26 de junio de 1903 se produjo el combate, lugar al que las tropas ecuatorianas se habían desplazado desde su ubicación en el Aguarico, surcando el río Napo. El entonces capitán Juan Francisco Chávez Valdivia y con un pequeño destacamento a bordo de la lancha “Cahuapanas”, comandada por el alférez de fragata Oscar Mávila Ruiz (Ascendidos después a Mayor y Teniente respectivamente), llegaron al lugar y pidió que las tropas ecuatorianas desalojaran dicho territorio, recibiendo como respuesta fuego enemigo. El capitán Chávez Valdivia procedió al desalojo, dispersando en el bosque a la tropa ecuatoriana, tras causarle pérdidas en hombres, armamentos, toma de prisioneros y cuyo colofón fue el suicidio de su jefe, el mayor Eduardo Bermúdez. Tras el enfrentamiento la tropa peruana, fijó su guarnición en el sector llamado “Torres Causana”.

## Consecuencias
Estos acontecimientos dieron lugar a firmarse en Quito el Protocolo, entre el ministro plenipotenciario del Perú en Ecuador Don Miguel Valverde, por el que acordaron ambos países someter el conflicto al arbitraje de España, que aceptando, nombró como comisario  Regio al literato Don Ramón Menéndez Pidal quien luego de recibir los informes del personal técnico de geógrafos e historiadores, preparó la sentencia resolutoria que debí ser elevada a conocimiento del rey de España; pero antes que esto sucediera se produjeron manifestaciones violentas en Quito y Guayaquil, con expresiones de hostilidad para el Perú, con palabras que llegaron a hechos. El estado Peruano se cubrió de indignación y preparó un ejército de 20,000 hombres.
Esto motivó la suscripción del Protocolo Pardo-Aguirre el 21 de enero de 1904, y el posterior Cornejo-Valverde el 19 de febrero del mismo año, mediante los cuales ambos países cambiaron elegir un agente arbitral, el cual fue el rey de España, para que dé solución a la controversia. 